# Lucius Tarquinius Superbus

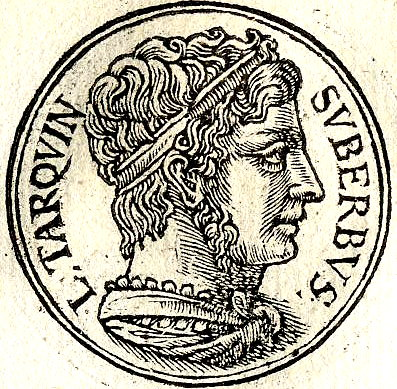
Phantasieporträt Promptuarii Iconum Insigniorum, 1553

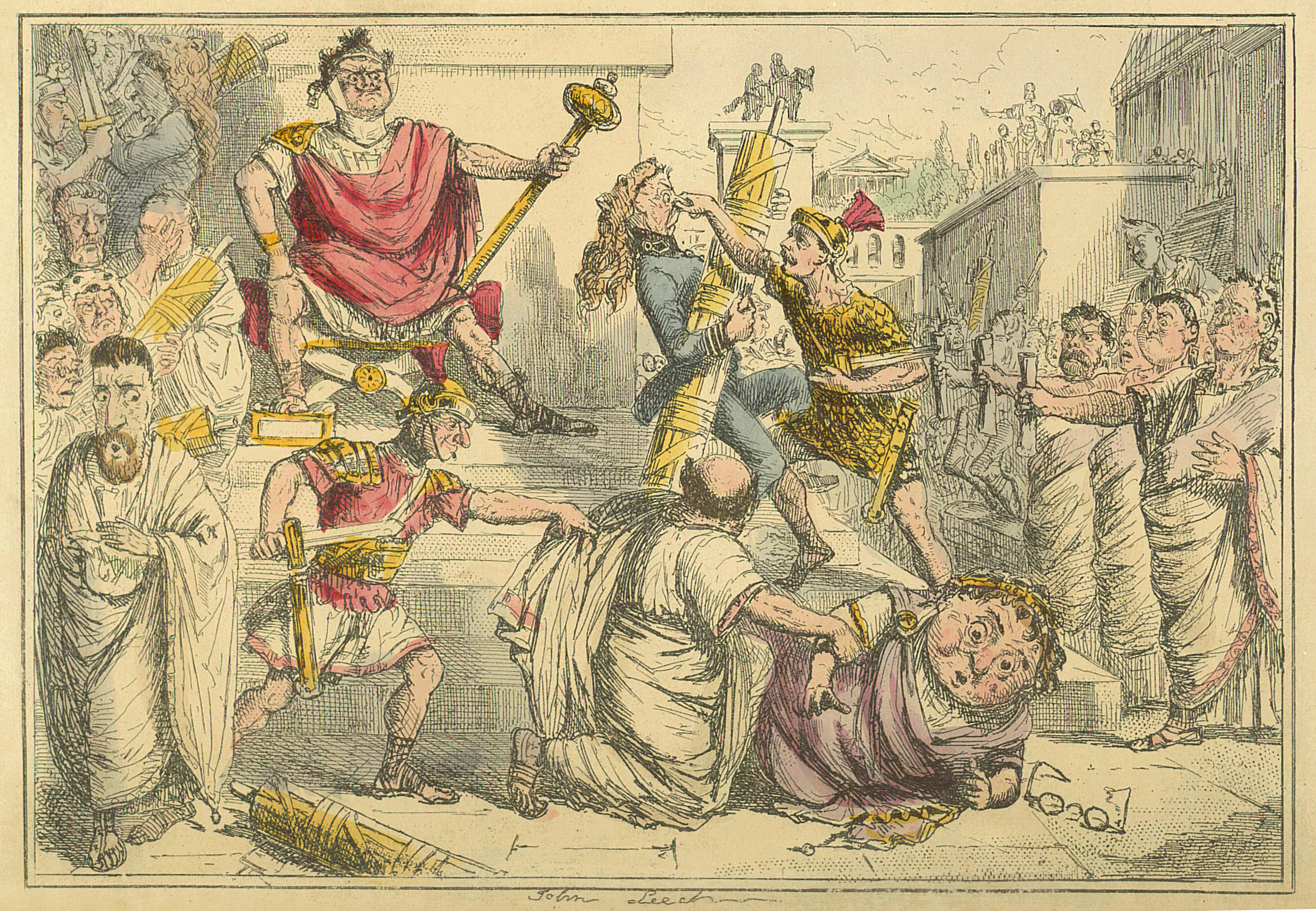
Tarquinius Superbus macht sich zum König in The Comic History of Rome, ca. 1850

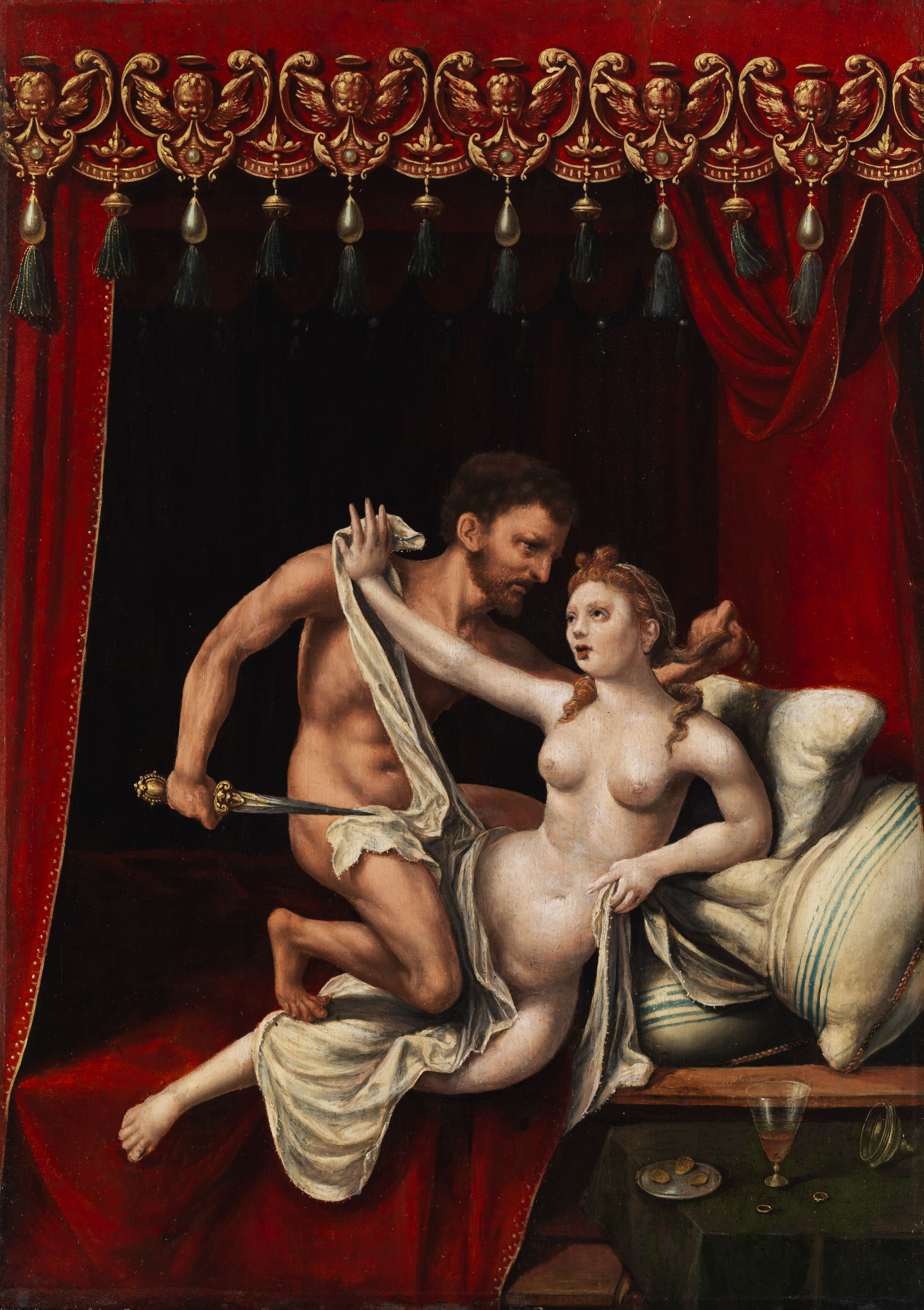
Sextus Tarquinius bedrängt Lucretia, 16. Jh.

Lucius Tarquinius Superbus († um 495 v. Chr.) stammte der Sage nach aus der Familie der Tarquinier und war der siebte und letzte König von Rom. Er regierte von 534 v. Chr. an und wurde der Überlieferung nach im Jahr 509 v. Chr. aus Rom verbannt.

## Leben
Tarquinius gehört zu den drei etruskischen Königen in Rom, deren Geschichtlichkeit von manchen Althistorikern angezweifelt, von der Etruskologie aber zumindest im Kern überwiegend akzeptiert wird. Er gilt als Enkel des römischen Königs Tarquinius Priscus (616–578 v. Chr.) und folgte seinem Schwiegervater Servius Tullius (578–534 v. Chr.) auf den Thron, nachdem Tullia, Tarquinius’ Geliebte und Tullius’ Tochter, ihren Vater hatte ermorden lassen. Tarquinius schaltete, wie es heißt, seine innenpolitischen Gegner sowie alle potenziellen Rächer für den Mord an Tullius in Rom systematisch aus und machte politische Reformen seines Vorgängers rückgängig. Er wird in der späteren Überlieferung derart deutlich als geradezu typischer Tyrann gezeichnet, dass es auch dann schwerfällt, Fakt und Fiktion zu trennen, wenn man annimmt, dass er auf eine reale historische Gestalt zurückgeht.
Außenpolitisch betrieb Tarquinius angeblich eine umfangreiche Expansionspolitik, die das Gebiet des römischen Stadtstaats bis Terracina erweiterte. Auch Baumaßnahmen in Rom wie der Ausbau der Stadtmauer, der (Aus-)Bau von Abwasserkanälen (Cloaca Maxima) oder der Bau des Jupitertempels auf dem Kapitol wurden ihm zugeschrieben. Um das Geld für die Kriege und Prachtbauten zu erhalten, ließ er angeblich viele reiche Adlige ermorden – ein typischer Vorwurf an Tyrannen.
Livius’ Geschichtswerk ab urbe condita enthält die folgende (unstreitig sagenhafte) Erzählung:
Tarquinius trieb es mit den Ermordungen von Adligen und anderen Missbräuchen seiner Macht so weit, dass sich die Götter entschlossen, ihre Wut in einem Omen zu zeigen. Daher kroch im Königspalast eine Schlange aus einer Holzsäule, was die Königsfamilie in Angst und Schrecken versetzte. Dieses Omen beunruhigte sogar Tarquinius. Er sandte seine beiden Söhne und den Sohn seiner Schwester, Lucius Iunius Brutus, zu dem Orakel nach Delphi. Tarquinius’ Söhne hielten ihren Vetter für beschränkt. Um eventuellen Angriffen des Königs zu entgehen, hatte Lucius Iunius seine Intelligenz bewusst hinter einer Menge von weniger intelligenten Aktionen versteckt, was ihm den Beinamen Brutus („Dummkopf“, „Trottel“) eingebracht hatte.
Nachdem die drei in Delphi angekommen waren, befragten sie – dem Auftrag Tarquinius Superbus entsprechend – das Orakel zunächst nach der Bedeutung des Schlangen-Omens (die Antwort des Orakels zu diesem Punkt wird in den Quellen interessanterweise gar nicht überliefert), fügten aber noch eine Frage in eigener Sache hinzu, nämlich, wer (von ihnen) nach dem Tod ihres Vaters die Herrschaft in Rom übernehmen werde. Das Orakel antwortete, dass der Erste, der die Mutter küsse, der nächste Herrscher von Rom sein werde. Tarquinius’ Söhne glaubten, dass mit „Mutter“ ihre biologische Mutter gemeint sei, aber Lucius Iunius Brutus erkannte, dass das Orakel nicht von der leiblichen, sondern von der gemeinsamen Mutter aller Menschen, der Erde, gesprochen hatte. Als sie das Orakel verließen, tat Lucius so, als ob er aus Ungeschicklichkeit stolpere, stürzte zu Boden und gab der Erde unbemerkt einen Kuss.
Tarquinius Superbus’ tyrannisches Regime und eine deswegen immer stärker werdende Opposition innerhalb des römischen Patriziats führten laut Aussage der späten Quellen um 510/09 v. Chr. (oder 508/507 v. Chr.; die römische Überlieferung lehnte sich wohl an den Sturz des Tyrannen Hippias in Athen an) zur Verbannung des Königs und seiner Familie aus Rom, während dieser im Rahmen seiner Expansionspolitik die latinische Stadt Ardea (36 km südlich von Rom) belagerte. Der Anlass für den Aufstand war angeblich (Livius, ab urbe condita 1,56–60) die Vergewaltigung der Lucretia durch Tarquinius’ Sohn Sextus, die als weiterer untrüglicher Beweis für die Verkommenheit der Königsfamilie angesehen wurde. Angeführt wurden die Aufständischen, wie es heißt, von Lucretias Mann Lucius Tarquinius Collatinus, der – wie der zweite Bestandteil seines Namens erkennen lässt – selbst zur Königsfamilie (im weiteren Sinne) gehörte, und dessen Freund Lucius Iunius Brutus.
Die Verbannung des Tarquinius Superbus markiert in den Augen der späteren Römer das Ende der Königsherrschaft in Rom und den Beginn der römischen Republik. Gemäß dem Orakel wurden Lucius Iunius Brutus und Lucius Tarquinius Collatinus die ersten Konsuln Roms. Ob sich hinter dieser Sage reale historische Ereignisse verbergen, ist, wie gesagt, bereits seit dem 19. Jahrhundert sehr umstritten.
Tarquinius soll später versucht haben, mit etruskischer und latinischer Hilfe die Macht in Rom zurückzuerobern (→ Latinerkriege), jedoch ohne Erfolg. Es heißt, er habe sich nach seinem Sturz über Gabii und Clusium ins etruskische Caere zurückgezogen, wo noch im 3. vorchristlichen Jahrhundert die Familie der Tarchna („Tarquinii“) (als mögliche Nachkommen des Königs?) bezeugt ist.